# Juin 1784

## Événements
- En Russie, le Suisse Frédéric-César de La Harpe devient précepteur des grands-ducs Alexandre et Constantin[1].

- 17 - 18 juin : une escadre française commandée par l'amiral Marigny détruit le fort portugais de Cabinda en Angola[2]. Le 30 janvier 1786, la convention du Prado, sous la médiation de l'Espagne, règle le litige entre la France et le Portugal[3].

- 26 juin : l’Espagne refuse la libre circulation des navires des États-Unis sur le bas-Mississippi[4].

## Naissances
- 3 juin : William Yarrell, ornithologue et naturaliste britannique († 1er septembre 1856).

## Décès
- 15 juin : Michel-Barthélemy Ollivier, peintre français (1712-1784).